# David S. Dodge
Pour les articles homonymes, voir Dodge (homonymie) et David Dodge (homonymie).
David Stuart Dodge, né le 17 novembre 1922 à Beyrouth et mort le 20 janvier 2009 à Princeton, est un universitaire américain et président de l'Université américaine de Beyrouth de 1996 à 1997.

## Biographie

### Jeunesse
David Stuart Dodge nait le 17 novembre 1922 à Beyrouth. Il est issu d'une importante famille américaine étroitement liée au Liban pendant plus d'un siècle. Son arrière grand-père, Daniel Bliss, est le fondateur de l'Université américaine de Beyrouth (AUB) en 1866, son grand-père maternel, Howard Bliss, et son père, Bayard Dodge, ont été président de cette université. Son grand-père paternel, Cleveland Hoadley Dodge, est l'un des fondateurs de la Near East Foundation.
David S. Dodge effectue ses études secondaires à la Deerfield Academy et obtient en 1945 une licence d'histoire à l'Université de Princeton puis, un master en études arabes et moyen-orientales dans la même université,.

### Carrière
David S. Dodge sert dans l'OSS pendant la Seconde Guerre mondiale . Après la guerre, il trouve un emploi chez Aramco à la fin des années 1940 et travaille pour la  compagnie de l'oléoduc transarabique de 1952 à 1977. Il retourne aux États-Unis et est président de la Near East Foundation de 1977 à 1979,.
En 1961, il intègre le conseil d'administration de l'Université américaine de Beyrouth. En 1979, il retourne à Beyrouth et devient professeur au sein de l'université. Il est promu président par intérim de l'AUB de 1981 à 1982, date de son enlèvement. Il déménage ensuite à Princeton, où il travaille brièvement comme secrétaire-archiviste de l'Université de Princeton en 1983. La même année, il réintègre le conseil d'administration de l'AUB. Il est président de l'AUB de 1996 à 1997 depuis ses bureaux de New York,,. Au cours de sa carrière, il est également président de la Cleveland H. Dodge Foundation.

### Otage
Le 19 juillet 1982, David S. Dodge est enlevé par des milices chiites pro-iraniennes sur le campus de l'AUB. Il est initialement détenu dans la vallée de la Bekaa au Liban, avant d'être transporté par avion en Iran. Emprisonné dans une prison près de Téhéran, il est détenu jusqu'à sa libération exactement un an plus tard. Il est libéré grâce aux efforts du régime syrien d'Hafez el-Assad, et de son frère Rifaat al-Assad qui entretenait alors des liens avec des membres du régime iranien de Rouhollah Khomeini. "L'enlèvement et les efforts diplomatiques qui ont suivi pour obtenir la libération de M. Dodge ont fait l'objet d'une couverture médiatique mondiale." . David S. Dodge est l'un des premiers Américains kidnappés dans une suite d'événements connus sous le nom de l'affaire des otages du Liban. Certains otages sont tués et d'autres libérés après de nombreuses années, dont Terry Anderson. Malcolm H. Kerr, qui a succédé à Dodge en tant que président de l'AUB, est abattu devant son bureau de l'AUB en janvier 1984,.

## Vie personnelle
David S. Dodge se marie avec Doris Westfall Dodge et ils ont quatre enfants,. Après la mort de son épouse en 2000, il se remarie avec Margaret White en 2002.
Dodge prend sa retraite à Princeton. Il meurt d'un cancer le 20 janvier 2009,,.